# Rudinai Molnár István
Rudinai Molnár István (Esztergom, 1851. február 17. – Budapest, 1920. október 19.) magyar pomológus és szőlész, vincellérképezdei igazgató-tanár, kertészeti szakíró. 

## Élete
Nemes Molnár István, esztergomi szíjjártó mester és Midler Anna fia. Az Esztergomi Szent Benedek-rendi Főgimnáziumban tanulmányait befejezve, 1869-ben a keszthelyi felsőbb gazdasági tanintézetbe lépett és a kurzus végeztével 1871-ben Szlávy József az akkori földművelési miniszter külföldi tanulmányútra küldte. Németországban Karlsruheban a műegyetemen kémiát, földtant, növénytant és a borászatot hallgatta; mellékesen pedig Blankenhorn Adolf tanár borvegytani laboratóriumában segédkezett; itt analizált a földművelési minisztérium megbízásából 32 magyar bort első ízben, melyek később a párizsi világkiállításon világhírűvé váltak. Ezután beutazta Franciaország, Svájc és Németország főbb borvidékeit. 1872 őszén hazatérve, előbb volt iskolájában, a keszthelyi gazdasági tanintézetben dolgozott, majd még ebben az évben a tapolcai gazdasági és borászati iskola igazgatójává nevezték ki. E munkakört egészen 1876-ig látta el; ekkor az alapító Entz Ferenc nyugállományba vonulása miatt a budai országos központi vincellérképzőhöz hívták meg igazgatótanárnak, s egyben átvette tőle a Borászati Lapok szerkesztését is. 
1877-ben a lausanne-i nemzetközi filoxéra-kongresszusban vett részt, 1878-ban a párizsi kiállításon, mint a központi bizottság tagját, a borkiállítás rendezésével bízták meg. Az 1879-ben Budapesten tartott ampelográfiai kongresszus megbízta Magyarország történeti előadásával, (mely franciául a Bulletin ampelographique-ben jelent meg 1880-ban; valamint németül is több lapban). Az Országos Magyar Gazdasági Egyesület által 1850 óta fenntartott budai vincellér-képezde és szőlőiskola 1881-ben történt államosítása után ismét állami szolgálatba került. 
1882 és 1889 között minisztere több ízben kiküldte Franciaországba a filoxéra elleni védekezési eljárások tanulmányozására. E tárgyban Nagymaroson és Székesfehérvárt felolvasásokat tartott. 1886-ban Kállay Béni közös pénzügyminiszter meghívta Bosznia-Hercegovina részére szaktanácsosnak; itt nyolc évig támogatta a minisztert és magyarok alkalmazása mellett létesítette a két tartományban a nemes gyümölcstermelést, a modern szőlőművelést és pincekezelést. A híressé vált boszniai szilvatermesztés megszervezése terén elért eredményeit honorálva, Mostarban utcát neveztek el róla. 
1889-ben Angliába küldték a gyümölcsértékesítés tanulmányozása végett, ugyanebben az évben kiküldték Bordeaux és Agen vidékére a szilvatermelés és aszalás tanulmányozására. 1891-ben gróf Bethlen András földművelésügyi miniszter megbízta minden korábbi állása megtartása mellett a gyümölcstermesztési és kertészeti miniszteri biztosi teendők ellátásával. 1892-ben a miniszter kiküldte külföldre a kertészeti szakiskolák tanulmányozására; meglátogatta a klosterneuburgi, troiai, potsdami, geisenheimi, ventlingeni, versailles-i, gandi és vilvorde-i kertészeti intézeteket és ezután készítette el a budai kertészeti tanintézet tervezetét; ez az intézet a párizsi kiállításon az első díjat nyerte el. 1894 őszén nyílt meg ezen tanintézet, melynek Molnár volt az igazgatótanára. 
Kialakította az állami faiskolák rendszerét, 1894-ben megalkották a községi faiskolákról szóló rendeletet. Az állami faiskolák létesítésével egy időben összeállították a nagy területen termeszthető fajták jegyzékét és az országot gyümölcstermesztési körzetekre osztották. Szerkesztette a „Gyümölcskertész” című szaklapot.
1895-ben a szentpétervári nemzetközi kertészeti kiállítás és kongresszusra a kormány képviselőjeként küldték ki, ekkor III. Sándor cár a Szent Anna-rend commandeur keresztjével tüntette ki és a budai tanintézet nyerte el a cár ezüst serlegét. 1893-ban királyi tanácsosi címet nyert. 
1897-ben Darányi Ignác miniszter a földművelési minisztériumban gyümölcsészeti és kertészeti ügyosztályt állított fel és őt bízta meg az osztály vezetésével, majd az 1907-től a már különvált Kertészeti Ügyosztály vezetőjeként működött egészen 1913-ig, nyugdíjazásáig. 1897-ben a magyar kormányt a hamburgi kertészeti nemzetközi kiállításon, 1898-ban pedig a gandi nemzetközi kertészeti tanügyi kongresszuson képviselte. 1898. május 9-én királyi kinevezést kapott mint országos gyümölcsészeti és fatenyésztési miniszteri biztos, és ugyanakkor a vaskoronarend III. osztályát is megkapta. Munkájának eredményeként a gyümölcsfák száma 1890-től 1903-ig 5 millióról 20 millióra emelkedett.
Fontos szerepe volt a kertészeti kiállítások rendezése és a hazai modem szőlő- és gyümölcstermesztés fellendítése terén. A gazdaságos gyümölcstermesztés érdekét szem előtt tartva alapította meg az egyes vidékeken a kevés számú tömegtermesztésre alkalmas fajtákat, valamint számtalan faiskolát hozott létre ezek szaporítására.
Szakirodalmi munkássága jelentős. Több mint 20 könyvet jelentetett meg, a különböző hazai és külföldi szaklapokban közzétett gyümölcstermesztési, valamint borászati tárgyú tanulmányainak száma pedig több százra tehető. Szerkesztette a Borászati Lapokat 1877-től 1886-ig, a Magyar Kertészt 1885-től, a Borászati Zsebnaptárt 1887-re és szerkesztette a Gyümölcskertész című lapot 1891-től.
Budán, a Farkasréti temetőben nyugszik.

## Publikációi
Cikkei a Természetben (1872); a Borászati Füzetekben (1873); a Weinlaubeban (1874); a Gyakorlati Mezőgazdában (1872. A magyar borászat állapota és feladata, A borok iskolázásáról, A szüret, A borok szépítéséről, 1873. Szőlőültetés simavesszőkkel); a Borászati Lapokban (1874. Van-e a ködnek befolyása a szőlőtőkére? A szalmabor készítése); a Borászati Füzetekben (1871. Aphorismák Esztergom vidékének borászati viszonyairól, 1872. A must szellőztetéséről, A must szeleléséről, 1873. A tapolczai gazdaság és borászati felsőbb népiskola); a Gazdasági Lapokban (1873. A magyar borok vegyelemezése); a Földmívelési Érdekeinkben (1874. A gazdasági szakoktatás kérdéséhez); az Erdélyi Gazdában (1893. Alsó-Ausztria kertészeti viszonyai); a Vasárnapi Ujságban (1893. Jókai mint szőlősgazda és kertész); az Egyetértés vasárnapi «Mezőgazdaság» rovatát vezette; írt több szakcikket a Pester Lloyd, a Pesti Napló, Hon, Köztelek, Szántóvetők Lapja, a Pomologische Monatshefte, Kertészeti Lapok és a Kert c. lapokba. A Hamm, W., Das Weinbuch c. nagy díszműben Ungarns Weine c. fejezetet írta; a kertészeti részt írta még az Osztrák-magyar Monarchia írásban és képben című monográfia-sorozatban, a Magyar Kincsesházban és Magyarország földmívelése (1896) c. nagy műben. A hazai és külföldi szakfolyóiratokban sok cikket írt és Magyarország borászati térképét legnagyobb részben ő tervezte.

## Munkái

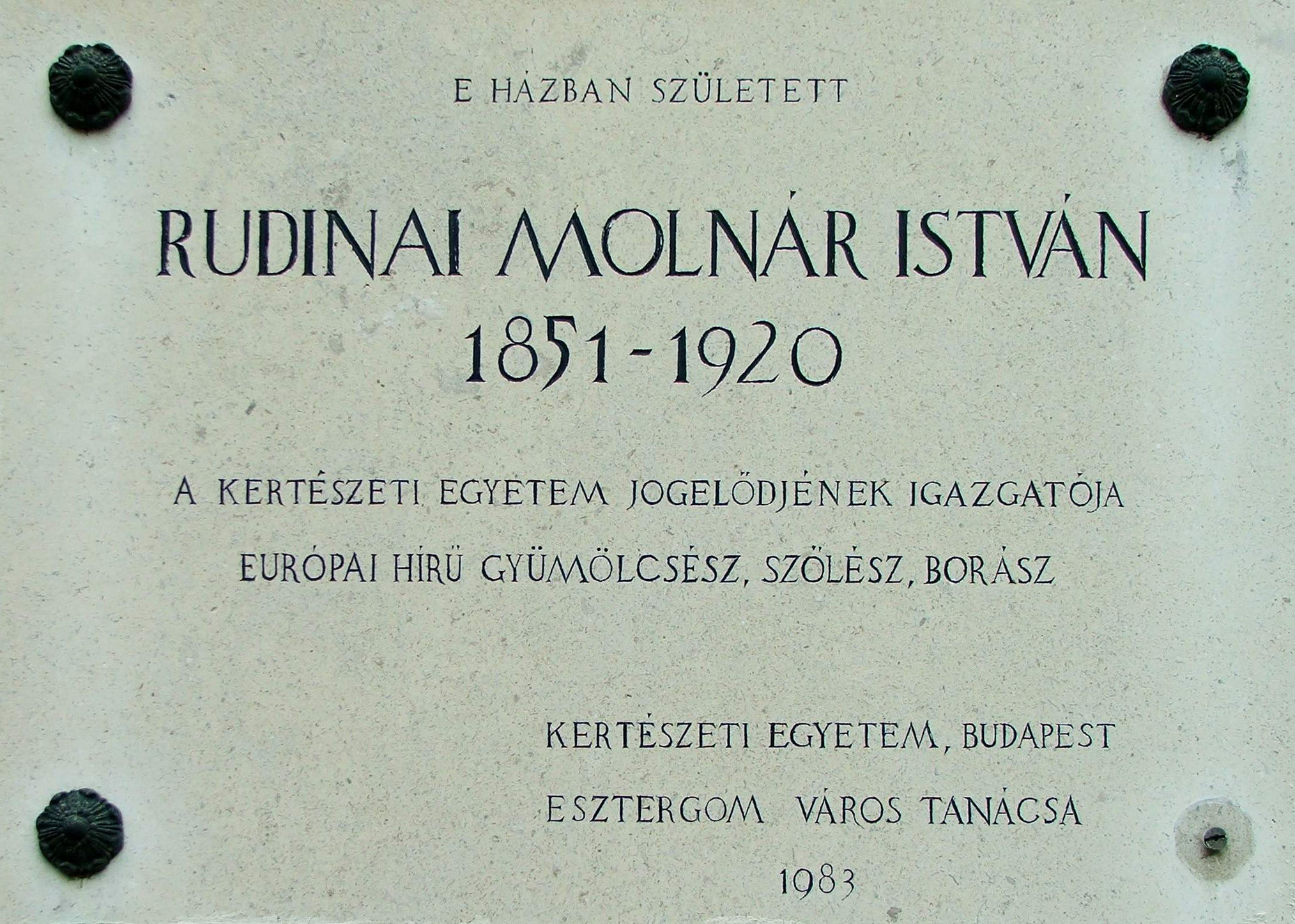
Rudinai Molnár István emléktáblája szülőháza falán, Esztergomban

- Az okszerű borászat alapvonalai. Előadásaihoz rövid vezérfonalul. Keszthely, 1869. (2. bőv. kiadás. Bpest, 1877. Teljesen átdolgozott kiadás. Keszthely, 1891.),
- A vegytan alapvonalai gazdasági szakiskolák számára. Bpest, 1873. Két kötet. (I. Szervetlen vegytan. II. Szerves vegytan).
- Jelentés a lausannei nemzetközi phylloxera-congressusra történt kiküldetése eredményéről. Bpest, 1877.
- Az okszerű szőlőművelés és borászat kézikönyve… 159 ábrával. Bpest, 1883. (2. bőv. kiadás. Bpest; 1888. 169 ábrával. 3. bőv. kiadás 192 ábrával. Bpest, 1897. 4. jav. kiadás. Bpest, 1899.).
- A szőlő oltása. Bpest, 1883.
- Szőlőművelési káté, vinczellérek, gyakorlati szőlőművesek és kisebb szőlőbirtokosok használatára. Bpest, 1885. (2. kiadás 1896., 3. k. 1899., 4. k. 1900. Bpest).
- A budapesti m. kir. vinczellérképezde Évkönyve. Bpest, 1885.
- Jelentése a phylloxeraügy tanulmányozása végett tett francziaországi tanulmányútjáról. Bpest, 1889.
- Szőlőink ujjáalakítása amerikai szőlőfajok segélyével. Bpest, 1891.
- Jelentés külföldi tanulmányi utamról, gróf Bethlen András miniszterhez intézve. Bpest, 1893.
- Jelentés a szent-pétervári nemzetközi kertészeti kiállítás- és congressusról gróf Festetich Andor miniszterhez intézve. Bpest, 1894.
- Exposition internationale d'horticulture a St. Petersbourg 1894. Bpest, 1894. (Catalogue des exposants de Hongrie… etablie par…).
- Anleitung zum Weinbau in Reblausgebiten. Berlin, 1895. (Czéh Andrással együtt).
- Jelentés a drezdai és berlini kertészeti kiállításról. Berlin, 1897.
- A szőlőművelés és borászat kézikönyve. Budapest, 1897.
- A fatenyésztés, különös tekintettel a községi faiskolákra és befásításokra. Bpest, 1898. (A földmivelési miniszterium kiadványa. Négy kiadást ért 15, 000 példányban).
- A mezőgazdasági gyümölcstermelés és értékesítés. 77 rajzzal. Bpest, 1899.
- Jelentése… Darányi Ignácz m. kir. földmívelésügyi miniszterhez intézett… a f. év elején Angliába a gyümölcsértékesítés tanulmányozása végett tett útjáról, Bpest, 1899.
- Magyar pomologia. Tetétleni és pusztaszentgyörgyi dr. Darányi Ignácz m. kir. földmívelésügyi minister megbizásából összeállította. Bpest, 1900. I. és II. füzet. (Magyar és francia szöveg 12 színes képpel).
- Termeljünk gyümölcsöt! Bpest, 1901. (A földmivelési miniszter kiadványa. Megjelent tót, ruthén, szerb és rumén nyelven is).
- A nemes fűz művelése. Bpest, 1902. (Sajtó alatt).
- Az ország egyes vidékein nagyban termelésre ajánlható gyümölcsfajták jegyzéke. Bpest, 1902. (A földmivelési miniszter kiadványa. Sajtó alatt).

## Emlékezete
Munkássága máig aktuális, megállapításai közül sokat ma is idéznek, művei még kaphatók újranyomásként a kereskedelemben. Halála után emlékünnepélyt rendeztek a Kertészeti Tanintézetben. Születésének 125. évfordulóján, 1975-ben a Kertészeti Egyetemen Emlékülést tartottak. 1983-ban Esztergomban emléktáblát helyeztek el szülőházán, és a városban utca is viseli a nevét.

## Jegyzet
1. ↑  https://epa.oszk.hu/00000/00003/00030/adattar.html
2. ↑  https://epa.oszk.hu/00000/00003/00030/nevmutato.html
3. ↑  A rudinai előnevet 1902-től viselte. „Fenti előnévvel a nemességet 1902. december 16-án Molnár István királyi tanácsos, gyümölcsészeti és fatenyésztési miniszteri biztos kapta. (MNA. 94.)” Kempelen: Magyar nemes családok 7. kötet és Horváth Attila: i.m.